# فارگو (فصل ۱)
فصل اول مجموعه آنتولوژی کمدی سیاه و جنایی مجموعه تلویزیونی فارگو از ۱۵ آوریل ۲۰۱۴ از شبکه اف‌ایکس آغاز شد. ستارگان این فصل عبارت بودند از بیلی باب تورنتون، الیسن تولمن، کالین هنکس و مارتین فریمن. فصل اول فارگو ۱۰ قسمت داشت که پخش اولیه آن در ۱۷ ژوئن ۲۰۱۴ به پایان رسید.
در ابتدای تمامی قسمت‌های فصل یکم آمده است:
این یک داستان واقعی است، حوادث این سریال در سال ۲۰۰۶ در مینه‌سوتا اتفاق افتاده‌است.
به درخواست بازماندگان حادثه اسامی آنها تغییر یافته‌است. به احترام جان‌باختگان این واقعه بقیه ماجرا دقیقاً به همان شکل اصلی حکایت شده‌است.
داستان در ژانویه ۲۰۰۶ و با دنبال کردن لورن مالوو (تورنتون) که بر اثر تصادف رانندگی در بیمارستانی در بمیجی، مینه‌سوتا حضور دارد و تأثیری که با نشان دادن خشم خود و راه‌های فریب‌دهنده بر یک فروشنده محلی بیمه به نام لستر نایگارد (فریمن) می‌گذارد، آغاز می‌شود. این ملاقات منجر به چهار قتل در شهر می‌شود. در این میان، جانشین کلانتر دلوث، مینه‌سوتا مولی سالورسن (تولمن) و افسر پلیس گاس گریملی (هنکس) تلاش می‌کنند تا پرونده چند قتل در سراسر ایالت را که گمان می‌کنند به مالوو و نایگارد ارتباط دارند، حل کنند.
فیلم‌برداری این فصل در اواخر ۲۰۱۳ در کلگری، آلبرتا آغاز شد و در ۲۰۱۴ به‌پایان رسید. این فصل، تحسین منتقدان را در مورد کارگردانی، متن و بازی‌های تورنتون، تولمن، هنکس و فریمن برانگیخت. بر همین اساس، جایزه امی ساعات پربیننده برای بهترین مجموعه تلویزیونی کوتاه، همین‌طور بهترین کارگردانی و انتخاب بازیگر را به همراه ۱۵ نامزدی دیگر، دریافت کرد. این فصل همچنین نامزد ۵ جایزه گلدن گلوب شد که جایزه بهترین مجموعه کوتاه و بهترین بازیگر مرد مجموعه تلویزیونی کوتاه (تورنتون) را دریافت کرد.

## بازیگران
|                                                                          |  |  |
| بیلی باب تورنتون (راست) و مارتین فریمن در نقش لورن مالوو و لستر نایگارد. |  |  |

|                                                                                           |  |  |
| الیسن تولمن (راست) و کالین هنکس در نقش جانشین کلانتر مولی سالورسن و افسر پلیس گاس گریملی. |  |  |

### اصلی
- بیلی باب تورنتون در نقش لورن مالوو، شخص سرگردانی که طبیعتی فریبنده و خشن دارد و در حال گذر از بمیجی، مینه‌سوتا است.
- الیسن تولمن در نقش معاون کلانتر مولی سالورسن، معاون پلیس از بمیجی، کسی که روی پرونده مالوو و نایگارد وسواس پیدا می‌کند.
- کالین هنکس در نقش افسر پلیس گاس گریملی، افسری از دلوث، مینه‌سوتا که مالوو را هنگام متوقف کردنش به‌خاطر سرعت غیرمجاز، ملاقات می‌کند.
- مارتین فریمن در نقش لستر نایگارد، فروشنده بیمه عمر از بمیجی که مالوو را در بیمارستان، پس از درگیری‌اش با یک قلدر از دوران مدرسه، ملاقات می‌کند.

### دیگر بازیگران
- باب ادنکیرک در نقش رئیس بیل ازوالت
- کیت کارادین در نقش لو سالورسن
- کیت والش در نقش جینا هس
- جاشوا کلوز در نقش چز نایگارد
- جوئی کینگ در نقش گرتا گریملی
- شان دویل در نقش ورن تورمن
- برایان مارکینسون در نقش بروس گلد
- کلی هولدن باشار در نقش پرل نایگارد
- تام ماسگریو در نقش بو مونک
- شان دویل در نقش ورمن تورمن
- جولی آن امری در نقش آیدا تورمن
- ریچل بلانچارد در نقش کیتی نایگارد
- آتیکوس میچل در نقش میکی هس
- لیام گرین در نقش مو هس
- اسپنسر دریور در نقش گوردو نایگارد
- آدام گلدبرگ در نقش مستر نامبرز
- راسل هاروارد در نقش مستر رنچ
- گلن هاوتون در نقش دان چامف
- پیتر برتمایر در نقش بن اشمیت
- بری فلتمن در نقش والی سمنچکو
- اولیور پلات در نقش استاورس میلوس
- سوزان پارک در نقش لیندا پارک
- گری والنتین در نقش معاون کوندسن
- کیگان-مایکل کی در نقش مأمور ویژه بیل باج
- جوردن پیل در نقش مأمور ویژه وب پپر
- استیون روت در نقش برت کانتون
- هلنا متسون در نقش جما استالون

## قسمت‌ها
| شم. کلی | شم. در فصل       | عنوان                            | کارگردان        | نویسنده       | تاریخ انتشار اصلی | کد تولید | U.S. تعداد بیننده (میلیون) |
| ------- | ---------------- | -------------------------------- | --------------- | ------------- | ----------------- | -------- | -------------------------- |
| ۱       | ۱                | «معضل تمساح»                     | Adam Bernstein  | Noah Hawley   | ۱۵ آوریل ۲۰۱۴     | XFO01001 | 2.65                       |
| ۲       | «شاهزاده ستیزجو» | Adam Bernstein                   | Noah Hawley     | ۲۲ آوریل ۲۰۱۴ | XFO01002          | 2.04     |                            |
| ۳       | ۳                | «یک جاده گل‌آلود»                 | Randall Einhorn | Noah Hawley   | ۲۹ آوریل ۲۰۱۴     | XFO01003 | 1.87                       |
| ۴       | ۴                | «سرکوفت شنیدن»                   | Randall Einhorn | Noah Hawley   | ۶ مه ۲۰۱۴         | XFO01004 | 1.70                       |
| ۵       | ۵                | «شش چیز غيرقابل درک»             | Colin Bucksey   | Noah Hawley   | ۱۳ مه ۲۰۱۴        | XFO01005 | 1.60                       |
| ۶       | ۶                | «الاغ بوریدان»                   | Colin Bucksey   | Noah Hawley   | ۲۰ مه ۲۰۱۴        | XFO01006 | 1.80                       |
| ۷       | ۷                | «چه کسی آرایشگر را آرایش می‌کند؟» | Scott Winant    | Noah Hawley   | ۲۷ مه ۲۰۱۴        | XFO01007 | 1.52                       |
| ۸       | ۸                | «هیپ»                            | Scott Winant    | Noah Hawley   | ۳ ژوئن ۲۰۱۴       | XFO01008 | 1.86                       |
| ۹       | ۹                | «روبا، خرگوش و کلم»              | Matt Shakman    | Noah Hawley   | ۱۰ ژوئن ۲۰۱۴      | XFO01009 | 1.90                       |
| ۱۰      | ۱۰               | «چنگال مورتون»                   | Matt Shakman    | Noah Hawley   | ۱۷ ژوئن ۲۰۱۴      | XFO01010 | 1.98                       |

## بازخورد
فصل اول فارگو مورد تحسین منتقدان قرار گرفت. بر اساس ۴۰ بررسی، امتیاز متاکریتیک ۸۵ از ۱۰۰ را دارد که نشان‌دهنده «تحسین جهانی» است. در راتن تومیتوز، امتیاز ۹۷٪ بر اساس ۱۴۰ بررسی، با میانگین امتیاز ۸.۴۵/۱۰ دارد. خلاصه سایت می گوید که "فارگو شخصیت های عجیب و غریب‌تر و خط داستانی جدیدی را ارائه می‌دهد که به طرز ماهرانه‌ای با طنز سیاه و پیچش های عجیب و غریب اجرا شده است.
رابرت بیانکو از یواس‌ای تودی نقد بسیار مثبتی به آن داد و از بازی بازیگران و «عمق شخصیت‌پردازی‌ها و فردیت رویکرد آن» تمجید کرد.برایان تالریکو راجرابرت.کام این مجموعه را تحسین کرد و نوشت: «با یک گروه شگفت‌انگیز که توسط اجراهای عالی از بالا تا پایین هدایت می‌شود، اتاق نویسندگان فوق‌العاده باهوش، تماس‌های درخشان به نسخه اصلی که بیشتر الهام‌بخش هستند تا اجباری، و سبک فیلمسازی که به اندازه‌ای که این تراژدی بزرگ مینه‌سوتان شایسته آن است، سینمایی است، فارگو یکی از اعتیادآورترین نمایش‌های جدید سال است.» با این حال، امیلی نوسبام از نیویورکر سریال را به دلیل خشونت جنسی و عدم ابهام و ترحم آن مورد انتقاد قرار داد.